# Faget-Abbatial
Faget-Abbatial è un comune francese di 229 abitanti situato nel dipartimento del Gers nella regione dell'Occitania.

## Società

### Evoluzione demografica
Abitanti censiti